# Väinö Linna

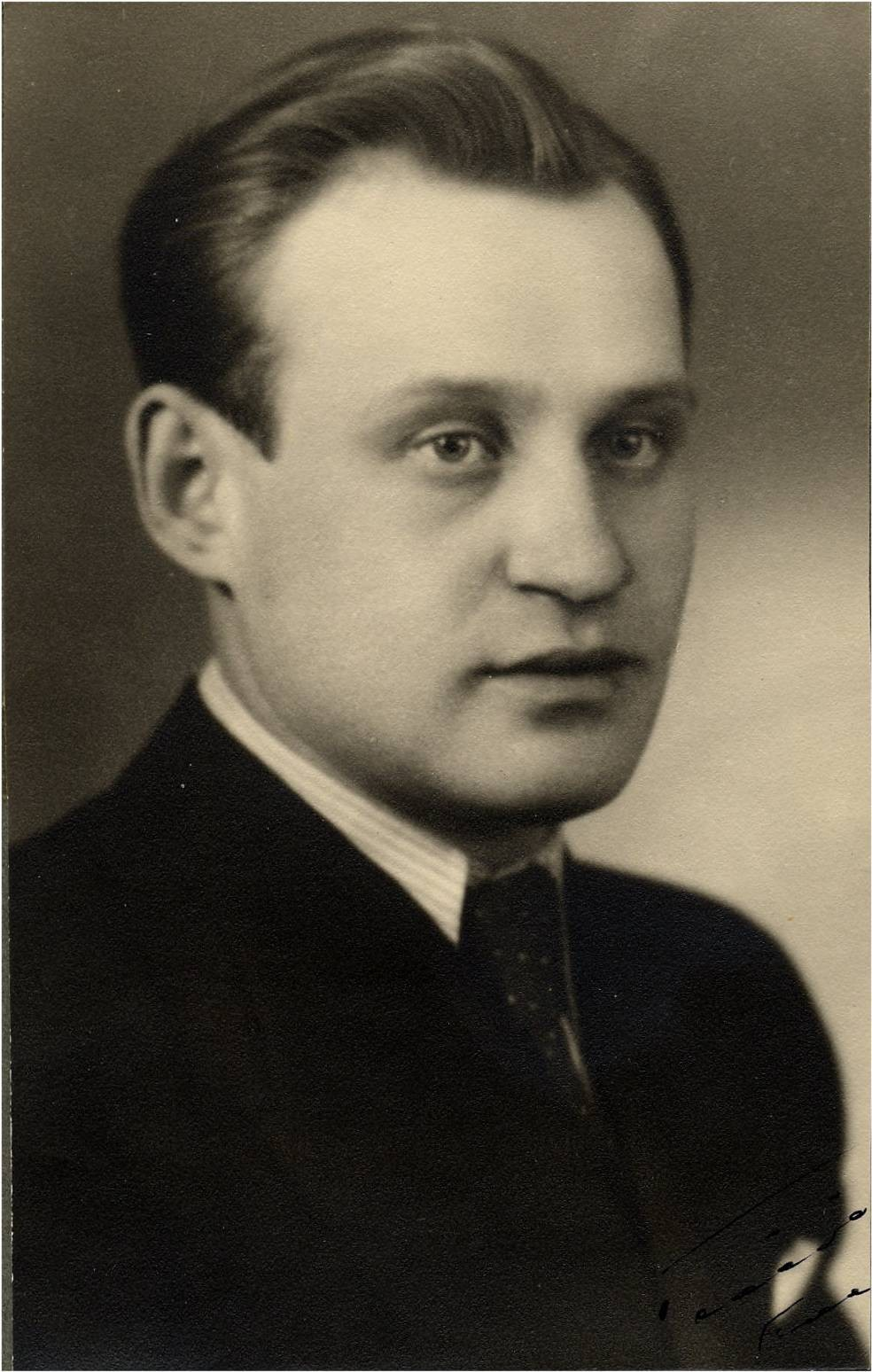
Väinö Linna um 1947

Väinö Linna [ˈvæi̯nœ ˈlinːɑ]  (* 20. Dezember 1920 in Urjala; † 21. April 1992 in Tampere) war einer der bekanntesten finnischen Autoren des 20. Jahrhunderts. Sein bekanntestes Werk Der unbekannte Soldat oder Kreuze in Karelien (finnischer Originaltitel: Tuntematon sotilas) erschien 1954.

## Leben

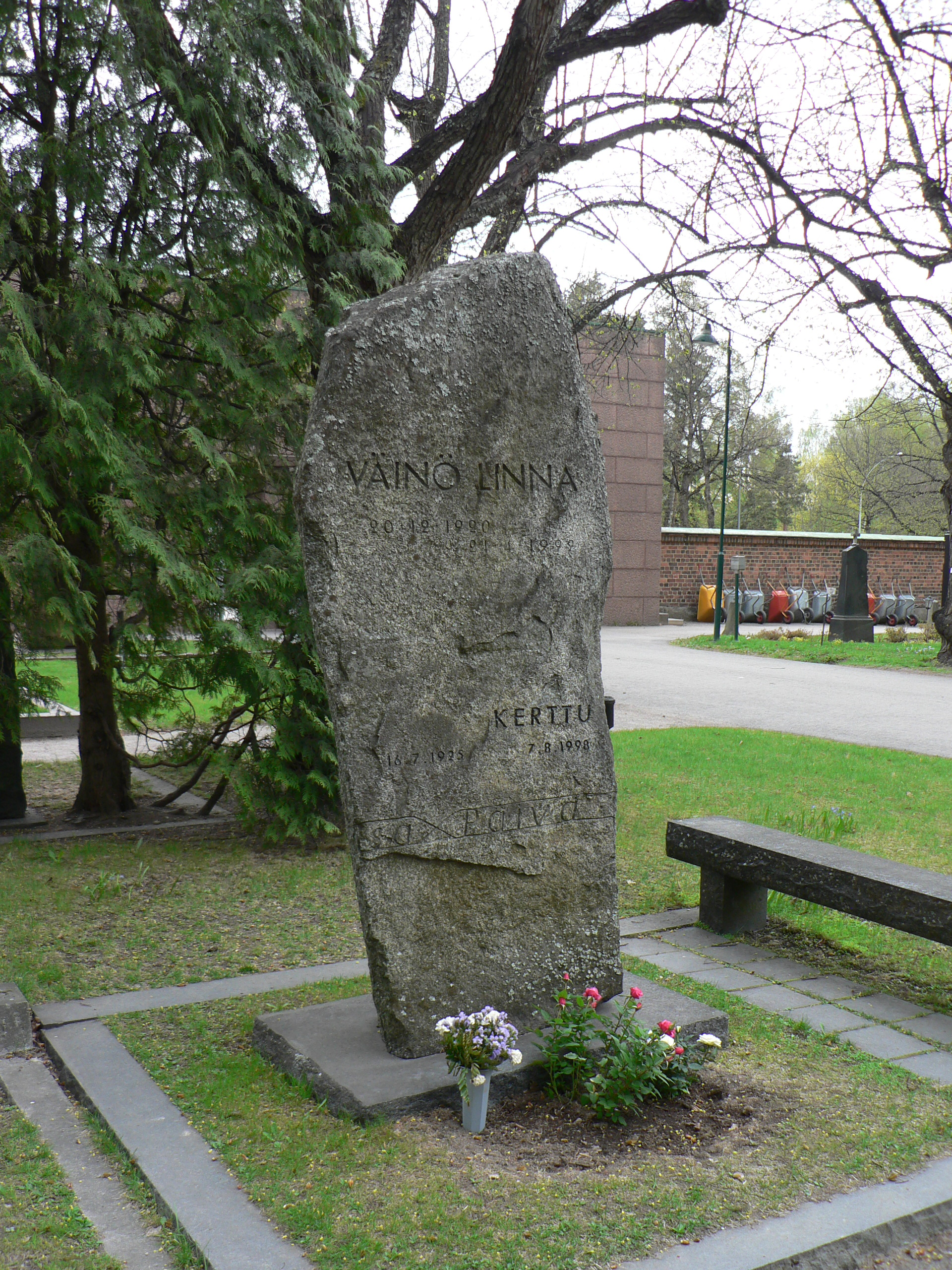
Linnas Grab in Tampere

Väinö Linna wurde in einem kleinen Dorf in Westfinnland als Kind von Viktor (Vihtori) Linna (1874–1927) und Johanna Maria (Maija) Linna (1888–1972) geboren. Nach der Ausbildung ging er in die Industriestadt Tampere und arbeitete dort als Monteur in einer Textilfabrik. 1940 wurde er zur Armee einberufen und war unter anderem im finnisch-sowjetischen Fortsetzungskrieg als Unteroffizier eingesetzt. Schon während des Krieges machte er Aufzeichnungen und schrieb später seine Erlebnisse aus dieser Zeit nieder. Sein dritter Roman, Der unbekannte Soldat, wurde sein bekanntestes Buch, das 1955, 1985 und 2017 verfilmt wurde. Nach seinem literarischen Erfolg lebte er als freischaffender Schriftsteller.
In seiner Romantrilogie Hier unter dem Polarstern (finnischer Originaltitel: Täällä Pohjantähden alla, 1959–1962) schilderte Linna, dessen Stil dem sozialen Realismus zuzuordnen ist, die Geschichte von drei Generationen der Kleinbauernfamilie Koskela zwischen 1884 und 1950. Hier verarbeitet er auch neue Aspekte der finnischen Zeitgeschichte. In dem im Roman vorwiegend geschilderten Leben kleiner ländlicher Gemeinwesen spitzen sich die Klassenunterschiede während des finnischen Bürgerkriegs zu. Weiterhin wird der immerwährende Kampf gegen Naturgewalten geschildert, die das Leben prägen. Auch dieses Werk wurde mehrfach verfilmt und als Theaterstück inszeniert. Der dritte Teil des Romans wurde im 1963 mit dem Literaturpreis des Nordischen Rates geehrt.
1980 wurde Linna mit der finnischen Auszeichnung Akademiker geehrt.

## Varia
Von 1993 bis zur Einführung des Euro in Finnland war er auf der Vorderseite der finnischen 20-Mark-Banknote abgebildet.